# مجرة HD1
HD1 هي مجرة ذات انزياح أحمر مرتفع ، وتعتبر ، اعتبارًا من أبريل 2022 ، أقدم وأبعد مجرة معروفة حتى الآن . تم تحديدها في الكون المرئي ، وتقع بعد حوالي 330 مليون سنة فقط بعد الانفجار العظيم قبل 13.8 مليار سنة .  مسافة انتقال الضوء إلينا تبلغ 13.5 مليار سنة ضوئية إلى الأرض ، وبسبب تمدد الكون ، فإن المسافة المناسبة الحالية تبلغ 33.4 مليار سنة ضوئية.

## اكتشافها
اكتشاف المجرة HD1 ذات الانزياح الأحمر العالي  ( RA : 10: 01: 51.31 DEC : +02: 32: 50.0) في كوكبة Sextans ،   جنبًا إلى جنب مع مجرة أخرى ذات انزياح أحمر مرتفع ، HD2 ( RA : 02: 18: 52.44 ديسمبر : -05: 08: 36.1) في كوكبة قيطس ،   تم الإبلاغ عنها من قبل علماء الفلك في جامعة طوكيو في 7 أبريل 2022. تم العثور على هاتين المجرتين في بقعتين من السماء تم مسحهما بواسطة مسح التطور الكوني وتلسكوب سوبارو في حقل سوبارو / إكس إم إم-نيوتن للمسح العميق على التوالي. تم العثور عليها من خلال البحث عن أجسام أكثر سطوعا في ما يسمى نطاق K للأشعة تحت الحمراء مقارنة بالنطاق H (طول الموجة حوالي 1.6 ميكرون) ، مما قد يشير إلى أن مجرة ليمان-بريك قد تحولت إلى اللون الأحمر بمعامل 13. لهذا السبب تم تسميتهم "HD 1" و "HD 2" (بالنسبة لـ «تسرب النطاق H» ، يجب عدم الخلط بينه وبين النجوم HD 1 و HD 2 في كتالوج Henry Draper . 

## الخصائص الفيزيائية
HD1 هي أقدم وأبعد مجرة معروفة حتى الآن في الكون المرئي ، ولها انزياح طيفي أحمر يساوي z = 13.27 ، مما يعني أن الضوء من المجرة سافر لمدة 13.5 مليار سنة في طريقه إلى الأرض ؛ وذلك بسبب توسع الكون ، يتوافق مع مسافة مناسبة تقارب 33.4 بليون سنة ضوئية (10.2×109 فخ).     تم تحديد الموقع المرصود لـ HD1 بعد حوالي 330 مليون سنة بعد الانفجار العظيم. تم تحديد مجرة أخرى مشابهة ذات انزياح أحمر مرتفع ، HD2 ، لتكون بعيدة مثل HD1.
كان سطوع HD1 العالي بشكل غير عادي سؤالاً مفتوحًا لمكتشفيه ؛ لديها انبعاث فوق بنفسجي أكثر سطوعًا بشكل ملحوظ من المجرات المماثلة في نطاق الانزياح الأحمر. تم اقتراح تفسيرات محتملة ، أحدها أنها مجرة نشطة ليمان كسر ، أو مجرة شديدة الانفجار نجمي تنتج نجومًا بمعدل أعلى بكثير من أي مجرة سابقة. يُعتقد أيضًا أنها قد تحتوي على عدد كبير من نجوم المجتمع الثالث التي هي أكثر كثافة بكثير وأكثر إضاءة من النجوم الحالية. السيناريو الآخر هو أنه قد يكون كوازارًا يحتوي على ثقب أسود هائل . مثل هذا السيناريو من شأنه أن يضع قيودًا على نماذج نمو الثقب الأسود في مثل هذه المرحلة المبكرة من الكون (نحو300 مليون سنة بعد الانفجار العظيم). من المحتمل أن ينتظر حل الطبيعة الحقيقية للمجرة عن طريق أرصاد  من تلسكوب جيمس ويب الفضائي.
أبعد مجرة معروفة سابقة تسمى   GN-z11 ، اكتُشفت في عام 2015 . و كانت تـُظهر  انزياحا أحمرا بمقدار 11 ، مما يشير إلى أن الموقع المرصود للمجرة حدث بعد حوالي 420 مليون سنة من الانفجار العظيم. 

## اعتبارات المستقبل
طبقًا لمكتشفي الجرمين الكبيرين   HD1 و HD2 ، «إذا تم تأكيدهما طيفيًا لكونهما مجرتين ، فإن هذين المصدرين [على سبيل المثال ، HD1 و HD2] سيمثلان مختبرًا رائعًا لدراسة الكون عند انزياحات حمراء لم يكن من الممكن الوصول إليها سابقًا.»  يتوقع الباحثون مزيدًا من الدراسة  للأجسام الفلكية ، بما في ذلك تحديد الأشياء بشكل أفضل على أنها مجرات ، أو ربما كوازارات أو ثقوب سوداء ، عند فحصها بعناية بواسطة تلسكوب جيمس ويب الفضائي القادم ، تلسكوب الفضاء الروماني نانسي جريس ، وبعثات فضاء GREX-PLUS.     عند الفحص الدقيق  لـ HD1  قد يكشف أيضًا عن أول نجوم المجتمع III المرئي ، نظرًا لعمره المبكر جدًا.  بالإضافة إلى ذلك ، يعتقد الباحثون أن استخدام التلسكوبات الفضائية الجديدة القادمة يمكن أن يساعد في اكتشاف أكثر من 10000 مجرة في هذه الحقبة المبكرة من الكون. 

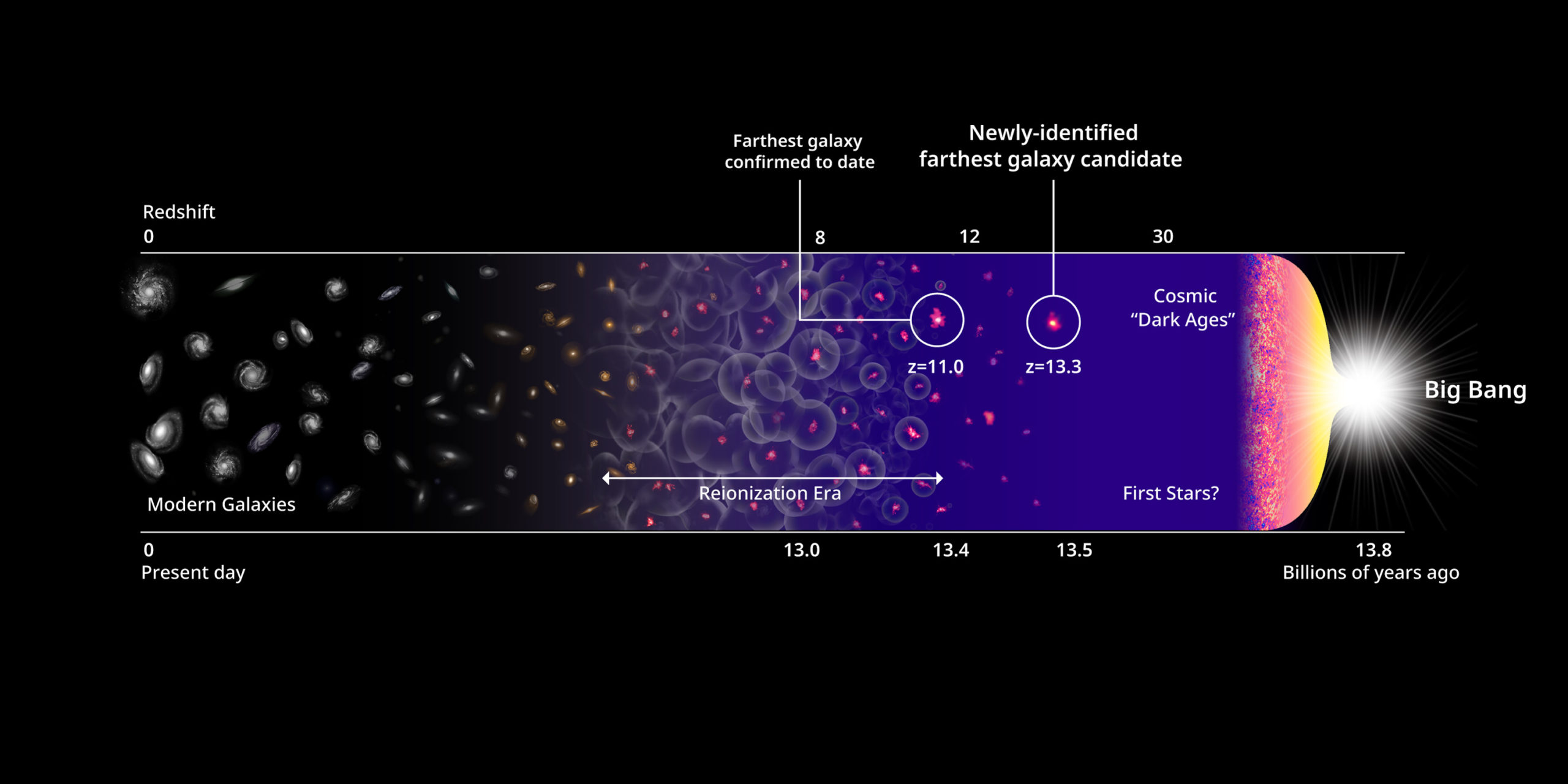
أبعد وبالتالي أقدم المجرات المرشحة وتاريخ الكون (7 أبريل 2022)

## روابط خارجية
- Video (NASA; 2:10; 4/7/2022) – HD1: farthest known galaxy على يوتيوب

قالب:2022 in space